# Aniela Piszowa
Aniela Piszowa z domu Hodak (ur. 1860 we Lwowie, zm. 12 listopada 1934 w Tarnowie) – polska publicystka, redaktorka, dziennikarka i wydawca, właścicielka oficyny wydawniczej i drukarni w Tarnowie, emancypantka.

## Życiorys
Była córką Walentego Hodaka i Antoniny ze Skerlów. Jej ojciec był dyrektorem lwowskiej drukarni Pillerów. Do 1888 pracowała jako nauczycielka w Szkole Ludowej św. Elżbiety we Lwowie. W tym roku wyszła za Józefa Pisza i wraz z nim zamieszkała w Tarnowie, gdzie mąż od 1879 prowadził drukarnię. Czynnie uczestniczyła w działalności męża, który stopniowo rozwijał zdobywające renomę przedsiębiorstwo. Redagowała między innymi tygodnik „Pogoń” i kalendarz „Tarnowianin”. Piszowie jako pierwsi wprowadzili do swej drukarni prąd elektryczny i założyli pierwszy w Tarnowie telefon. W 1907 zmarli Józef i ich syn Bogdan, zaś Aniela Piszowa przejęła samodzielnie zarząd oficyny wydawniczej. Przez pewien czas w pracy pomagał jej ojciec.
Podczas I wojny światowej wyjechała z Tarnowa, przez pewien czas mieszkała w Wiedniu. W 1918 wznowiła działalność oficyny i rozwinęła ją. Była autorką prac Kult zmarłych u różnych narodów (1926) oraz 600-lecie Tarnowa (1930). W rękopisach pozostały między innymi prace Arianie w Tarnowie i Cmentarz tarnowski. Pisała wiersze, uczestniczyła w redagowaniu wydawanych przez nią pism.
Zmarła 12 listopada 1934 i została pochowana na tarnowskim Starym Cmentarzu.

## Upamiętnienie
Aniela i Józef Piszowie zostali patronami niewielkiego skweru przy ul. Panny Marii w Tarnowie.